# 户外运动
戶外運動（outdoor sport）或戶外活動（outdoor activity）是任何在室外的開放環境內進行的體育運動和休閒活動。戶外運動非常依賴當地天氣情況和地理環境等外部條件，但能讓參與者更加貼近、感受自然，通過自身努力而使自己的身心得到鍛煉，也是適合人們在假日時的休閒活動，可以鍛鍊身體、磨練自身意志，也可以交朋識友。而在進行戶外運動時，必須注意安全，通常在戶外活動時發生意外的機率比在室內大，所以從事戶外運動時必須事先做好準備，兼顧安全與健康。

## 分类

### 野外运动
- 徒步
- 露营
- 登山
- 山地自行车
- 骑马
- 钓鱼
- 狩猎
- 射击运动
  - 枪械射击
    - 实用射击
    - 漆弹
    - 生存遊戲

  - 射箭
    - 攻防箭

#### 探险运动
- 登山穿越
  - 攀岩
- 溯溪和降溪
- 攀岩速降
  - 极限烫衣
- 定向越野
  - 城市定向

#### 冬季运动
- 滑雪、单板滑雪、越野滑雪
- 滑冰
- 冰球
- 雪橇
- 雪车
- 冬季两项

### 水上运动
- 游泳
- 跳水
- 水球
- 泛舟、帆船航行、搭遊艇航行
- 赛艇
- 漂流
- 潜水（自由潜水、浮潜、水肺潜水）
- 刺鱼
- 冲浪、滑浪风帆
- 滑水、风筝冲浪

### 田径运动
- 马拉松长跑
- 越野
  - 越野跑
  - 越野自行车
- 铁人三项
- 十项全能
- 军事五项
- 赛马

### 球类运动
- 足球运动
- 街头篮球
- 棒球
- 板球
- 沙滩排球
- 高尔夫
- 草地滚球
- 马球

### 隔网竞技运动（英语：Net and wall games）
- 網球
- 羽毛球
- 乒乓球
- 匹克球

### 极限运动
- 徒手独攀
- 跑酷
- 蹦极
  - 高飞跳
- 跳伞
- 低空跳伞、翼装飞行
- 滑翔

### 动力运动
- 赛车、拉力赛
- 卡丁车
- 山地摩托车
- 遥控模型
  - 无人机竞速
  - 无人机足球運動